# 林拓一朗
林 拓一朗（はやし たくいちろう、1973年2月13日 - ）は、日本の音楽評論家、ライター、DJ、オーガナイザー、ミュージシャン。神奈川県出身。

## 来歴
1973年、愛知県生まれ。幼少のころより、ピアノや音楽に親しむ。小学生高学年のころ、テレビで観たビートルズに衝撃を受け、中学生でドラム、ギターを演奏し始める。同時にライブハウスで活動開始。1992年に渡英。帰国後、ドラマー、ギタリスト、作詞・作曲を担当、様々なバンドでの活動を経て、27歳の時、全ての音楽活動を活動休止。同時にイベント「CLUB CREATURES」をスタート、また、音楽と同時に幼少のころから慣れ親しんでいた「文章」での生活を考え始める。音楽ライターとしてのデビューは『ロック・ジェット』誌の「ジョン・レノン特集」であった。
2001年、フリーマガジン『JUICE』の発行元であるグローバル・ビジョン・メディア入社、『JUICE』のアーティスト・レコメンド、及び取材、メインライターとして執筆を手がける。当時、珍しかった音楽系フリーペーパーのパイオニアとしてフリーペーパーブームを牽引。同時にクラブDJとしての活動を開始、自身のイベントはもとより、様々なクラブ、イベント、フェスティバルでプレイ。『JUICE』（ロック系）、『CLUB JUICE』（ダンス・ミュージック系）2誌でのアーティスト・レコメンド、および取材、また他媒体での寄稿で活動。2005年より2誌のプロデューサーに就任。
2012年の『JUICE』解散後、現在はフリーランスの音楽ライターとして、各媒体に寄稿。また、2012年より、音楽イベント「FIX」、また月刊のリーフレットである「FIX Powered by RUIDO」プロデューサーとして活動している。

## 人物
- 音楽ライターとして、自身のミュージシャンとしての活動を礎とした的確、かつ分かりやすい文体が特徴。
- DJとしては、2000年より2011年に主宰したイベント「CLUB CREATURES」のレジデントを長年務め、西麻布3.2.8.、南青山レッドシューズなどのロックバー、クラブでの出演が多い。　また、FUJI ROCK FESTIVALでは、オアシス・フィールドに設置されたGANBANブースにて南青山レッドシューズ推薦でDJ。ロック、ダンス・ミュージック、歌謡曲など、自身の引き出しから「その場を読んだ」プレイをすることが多い。
- オーガナイザーとしては、2000年より2011年まで、自身のイベント「JUICE Presents CLUB CREATURES」を主宰。SHERBETS、THE BAWDIES、凛として時雨、Madbeavers、drug store cowboy、Der Zibet、鳥肌実、鉄拳をはじめ、様々なアーティストが出演。立ち上げ当初よりバンド転換時にDJが入るスタイル。2012年より、イベント「FIX」をスタート。
- ミュージシャン時代に楽器店でドラムフロアーを担当していた経験から、ヴィンテージドラムへの造詣が深い。また、現在も自身のバンド「MAXIMUM R&B」でドラマーとして活動中。
- ジョン・レノン、ジョン・ボーナム、ジョニー・サンダース至上主義者と自称。
- 趣味はヴィンテージ楽器・洋服・メガネの収集、カレーの食べ歩き。
- 読書歴は日本文学を中心に幼少時代からあり、太宰治は生家に詣でるほどの心酔ぶりである。
- THE BEATLESのマニアであり、地元レコード店が主催したマニアックなクイズ大会で全問正解で優勝した経験がある。
- 長年の音楽生活で感音性難聴を患っている。
- JUICE時代より編集後記に代わるコラム「ハヤシライスモウイッパイ」を執筆していたが、同名で現在の「FIX」にもコラムを連載中である。
- アナログレコードのコレクター。

## 出演

### ラジオ
- RADIO DRAGON（TOKYO FM）
- 76Records（Inter FM）
- SHIBUYA ROCK FOUNDATION（SHIBUYA FM）2009～2011
パーソナリティ:金子ヒロム（GIMME SHELTER）とダブル・パーソナリティ
- FM FUJI BeaTree Supported BY RUIDO (制作担当、2020年より自身のアナログ7インチレコードコレクションより選曲、解説などで出演）

・浅井健一ファンクラブ「cold mink club」
ファンクラブ限定ネットラジオ「岬のレストラン」にて「エレガンス林」としてパーソナリティ

## 主なインタビュー歴
浅井健一/エレファントカシマシ/THEE MICHELLE GUN ELEPHANT/プライマル・スクリーム/THE BAWDIES/BUCK-TICK/ハノイ・ロックス/BOOM BOOM SATELLITES/POLYSICS/スウェード (バンド)/椎名林檎/ザ・クロマニヨンズ/The Birthday/中村達也/大沢伸一/田中知之/KAGAMI/DJ TASAKA/Tim Deluxe/電気グルーヴ(石野卓球）/スーパーカー/マニック・ストリート・プリーチャーズ/GUITAR WOLF/!!!/MO'SOME TONEBENDER/ケツメイシ/androp/チャットモンチー/ウィルコ・ジョンソン/LAZYgunsBRISKY/つしまみれ/モーモールルギャバン/ 及川光博/など